# Johann Georg Abicht
Johann Georg Abicht (ur. 21 marca 1672 w Königsee, hrabstwo Schwarzburg, zm. 5 czerwca 1740 w Wittenberdze) – profesor i rektor gimnazjum, pastor.

## Życiorys
Był absolwentem studiów w Jenie i Lipsku, od 1967 posiadał tytuł magistra filozofii. W Akademii w Lipsku od 1702 był profesorem języka hebrajskiego, od 1711 profesorem teologii (w 1708 obronił doktorat z teologii) i rektorem, w 1715 został członkiem Pruskiej Akademii Nauk.
W 1717 przybył do Gdańska na stanowisko rektora Gdańskiego Gimnazjum Akademickiego, pełnił równocześnie obowiązki pastora w kościele Św. Trójcy. 
W 1729 wyjechał do Wittenbergi, gdzie objął profesurę teologii na tamtejszym uniwersytecie; od 1730 pełnił również funkcję generalnego superintendenta. W 1739 został przyjęty do Królewskiego Pruskiego Towarzystwa Naukowego.

## Prace
- De anima Deitatis Speculo (Gdańsk, 1726)[2];
- Theses de quibusdam Theologiae Naturalis capitibus (Gdańsk, 1726)[2];
- Theses theologicae de necessitate et utilitate revelationis divinae conscriptae a ... (Gdańsk, 1725)[2];
- Praelectiones de oratione mundi in qui bus quaedam Leibnitii et aliorum opiniones examinuntur (1738)[1].